# Eef van Breen
Eef van Breen (nacido el 3 de enero de 1978 en Westerbork) es un trompetista de jazz, cantante, arreglista y compositor de los Países Bajos.